# Nova Selin
Nova Selin, född 1 april 2008, är en svensk fotbollsspelare som spelar för AIK.

## Karriär
Selin inledde sin karriär i Vasalunds IF där hon spelade i ungdomslagen fram till 2023. Säsongen 2023 bytte den då 15-åriga Nova Selin klubb till AIK, där hon erbjöds ett speciellt upplägg med träning i flickakademin, pojkakademin och med A-laget. Utvecklingen i AIK gick fort och redan under hösten 2023 blev det A-lagsdebut. Under hösten blev det totalt 6 matcher och två mål i A-laget när AIK gick upp till Damallsvenskan och slog ut IFK Norrköping i kvalet till Svenska cupens gruppspel.